# Bullacta exarata
A Bullacta exarata, közönséges nevén a koreai sárcsiga, egy tengeri csiga vagy buborékcsiga-faj, egy tengeri puhatestű csiga a buborékcsigák (Haminoeidae) családjában.
A Bullacta exarata egy kereskedelmileg fontos puhatestű kelet-Kínában.

## Osztályozás
A Bullacta exarata az egyetlen faj a Bullacta nemzetségben.[forrás?]
A Bullacta a Bullactidae család típusnemzetsége, amit bizonyít a Csigák osztályozása (Bouchet & Rocroi, 2005) is.
A Malaquias által végzett filogenetikus analízis alapján (2010), a Bullacta exarata a Haminoeidae családhoz tartozik.